# 오를레앙섬

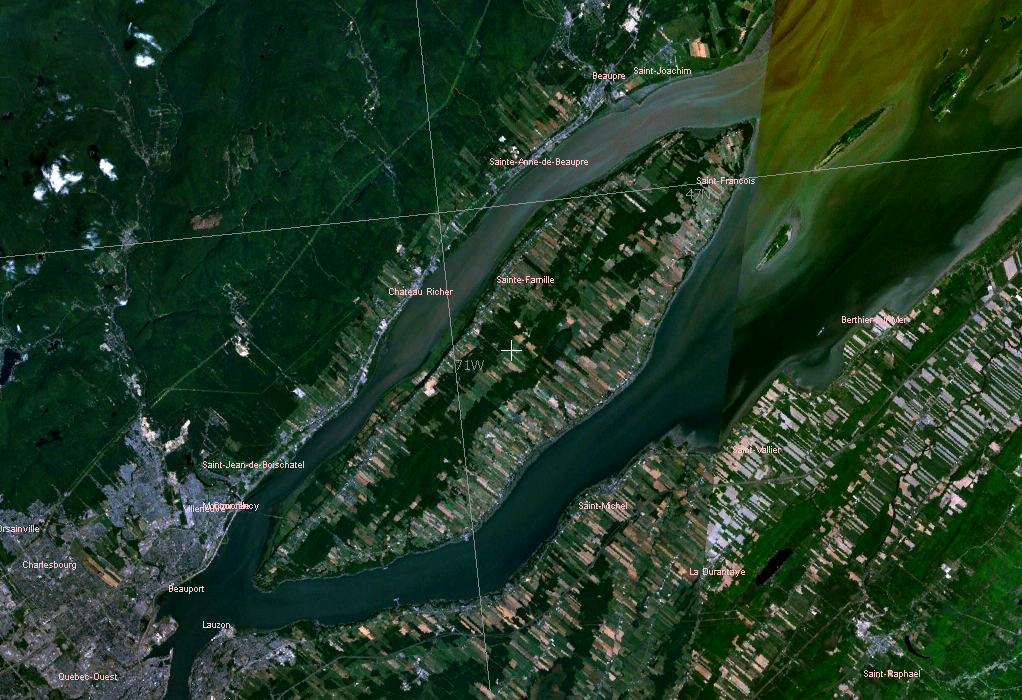
세인트 로렌스 강과 오를레앙 섬의 인공위성 사진

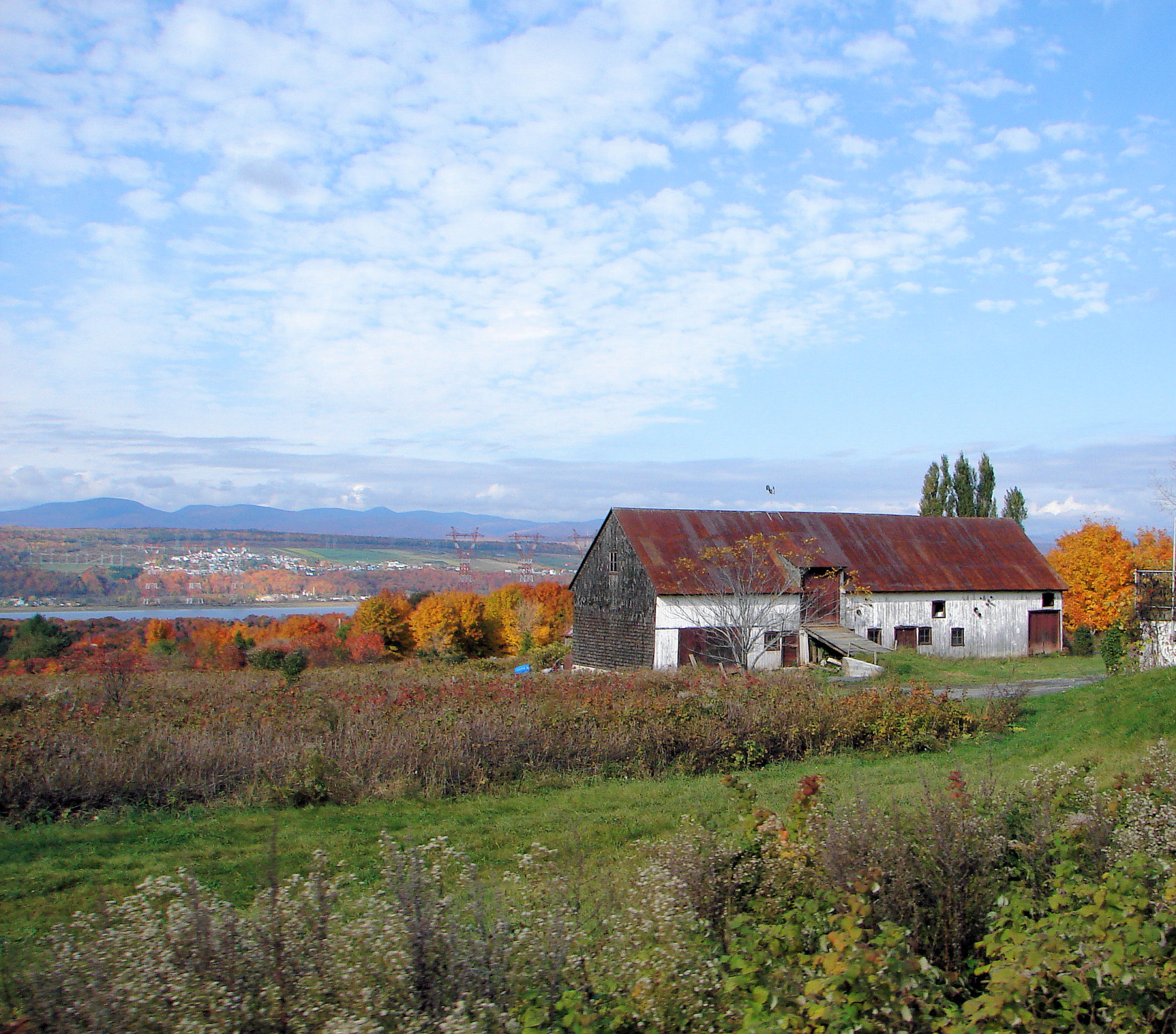
오를레앙 섬의 초지는 잘 보존되어 있다

오를레앙섬(프랑스어: Île d'Orléans 일 도를레앙[*], Island of Orleans)은 캐나다 퀘벡 시 시내 동쪽 약 5km 지점의 세인트로렌스강에 위치한 섬이다. 이 섬은 프랑스 식민지 시설 최초로 정착한 지역 중의 하나이며, 초기에 이 섬에 정착했던 많은 비율의 프랑스계 캐나다 사람들의 족보를 추적할 수 있는 곳이다. 이 섬은 ‘전통적인 퀘벡의 축소판’이자 북미식 프랑스어의 발상지로 묘사되었다.